# Los Chorros (Perú)
Los Chorros es un caserío peruano ubicado en el distrito de Ayabaca, perteneciente a la provincia homónima del departamento de Piura, al norte del Perú. 

## Ubicación
Los Chorros se ubica al norte de la provincia de Ayabaca, en el distrito de Ayabaca, en el departamento de Piura.

## Demografía
En 2017 Los Chorros tenía una población de 52 habitantes.
| Gráfica de evolución demográfica de Los Chorros entre 1993 y 2017 |
|                                                                   |
| Fuentes: Población 1993 y 2017                                    |